# スチュワーデス刑事
『スチュワーデス刑事』（スチュワーデスけいじ）は、1997年から2006年までフジテレビ系「金曜エンタテイメント」で放送されたテレビドラマシリーズ。全10回。主演は財前直見。

## 概要
1997年に第1作が放送され、以降毎年1月10日前後に「金曜エンタテイメント」枠の最初の作品として放送されるようになる。
「大食いシスターズ」と呼ばれる日本航空（JAL）の国際線を担当する客室乗務員（スチュワーデス／キャビンアテンダント）3人組が、乗務機に乗り合わせた乗客（多くは著名人）に関係する事件に遭遇する、という形で展開される「トラベルグルメミステリー」である。このドラマの製作にあたってはJALがロケに全面協力しているため、関係者のアリバイのトリックに航空ダイヤ（撮影当時に認可されていた実在するJALの時刻表を使用）を巧みに利用したものが用いられている（ただし、基本的にはJALに実在するダイヤのみであり、他の航空会社を使用した場合破綻するトリックもあった）。また毎回、日本も含めフランス、ドイツ、イタリア、カナダ、及びベトナムなど、公開当時にJALが就航していた地（海外・日本）でロケが行われている他、同社の社員がエキストラとして出演していた。
作品の特徴として、コメディタッチとシリアスタッチを織り交ぜているのはもちろん、キャスト陣の他の出演作とのコラボレーションや楽屋落ち、さらに出演者に関する内輪ネタ（「こぼれ話」も参照）まで巧みに小ネタを挟み込むという、サスペンスドラマとしては珍しい演出方式を取り入れていた。また、ある回では「無関係の第三者が真犯人で自首」というサスペンスドラマではタブーとされている設定もあった。
また、JALの全面バックアップによる作品のため、劇中にてJALが当時の新サービスや新機材、もしくは新路線等をシナリオに絡めつつ紹介するといった“劇中内CM”的な演出も多く見られた。
さらにJALの関係者や航空マニアなど、航空関係に精通した人々でないと見抜けないようなマニアックすぎる航空機ネタ（JALが作品の公開当時に保有していた航空機にまつわる機材の特徴など）が劇中で数多く登場しており、それらが事件の解決に貢献している（例：1作目の、DC-10のセンターギアの有無や、5作目のボーイング747-300SR（JA8183号機）の内外装の違い、10作目のボーイング777国際線仕様機のエンジンの違いなど）。
2005年に放送された第9作目までの平均視聴率が19.3%という人気シリーズであったが、主演3人の内、財前直見と水野真紀が結婚（なお、財前の前夫は、この番組のプロデュース・演出を担当した本間欧彦である）し、スケジュールがきつくなったためもあり、2006年1月13日放送の第10作目を区切りとしてシリーズは終了した。現在のところDVD化されていない。
2012年1月1日10:00より、フジテレビTWOで1話〜10話（FINAL）が連続放映された。
関東地区では、2013年10月11日より11月8日まで毎週金曜日にドラマ再放送枠『ドラマチックα』にて第5作以降（第8作は除く）が再放送された（放送順序はFINAL⇒9⇒5⇒6⇒7）。ただし、いずれの作品も放送枠の都合により、本放送時より15〜20分程度カットした短縮版となっている。
番組が始まった当初、一般的に「スチュワーデス」という愛称で呼ばれていた主人公たちの職業は、その後に業界内で正式に使用されている「客室乗務員」に名称が統一されたが、シリーズ物ということもあって「スチュワーデス」という愛称がそのまま使用されてきた。
そして、シリーズ終了から約8年半後となる2014年7月7日に、本シリーズのリメイク版に当たる『キャビンアテンダント刑事〜ニューヨーク殺人事件〜』が深田恭子主演で放送された。

## 登場人物

### 日本航空
坂東（旧姓：川上）飛鳥
演 - 財前直見
実家は鳥越銀座(東京･台東区)の寿司屋で江戸っ子であるが、母親と同じ客室乗務員となる。ソムリエの資格をもつ。シリーズ第5作で坂東刑事と結婚し、シリーズ第10作では念願のお目出度となり、さらに坂東刑事の転勤により東京都の青ヶ島へ共に移住したためJALを退職する。
丸井（旧姓：岡村）由紀子
演 - 水野真紀
飛鳥の後輩。芦屋市出身のマイペースな御嬢様で、おっとりした惚れっぽい性格である（そのせいか毎回、振られては壊れる）。しかし料理の腕前はプロ級。シリーズ第10作では機体整備士の丸井義和と結婚、後にお目出度となり産休に入る。
佐藤瑠璃
演 - 木村佳乃
飛鳥や由紀子の後輩。「ニューヨーク生まれのロンドン育ち」という帰国子女（ドイツとブラジルに親戚がいる）で6ヶ国語を話せる。「大食いシスターズ」の中で一番の“常識人”であり、故に飛鳥と由紀子のツッコミ役ともなっていた。趣味はパソコン。シリーズ第10作の後、日本航空ロンドン支社へ転勤。ロンドンに住む病気がちの母親と暮らす。
大沢部長
演 - 北村総一朗
飛鳥たちの上司。湾岸署の神田署長の兄らしい。

### その他
坂東圭司
演 - 村田雄浩
警視庁刑事部捜査一課に勤務（階級は警部補）する、飛鳥の夫。名前も職業も“ケイジ”である。シリーズ第10作内で上司への報告を怠ったことから青ヶ島の派出所勤務になる。
川上勝男
演 - 平泉成
飛鳥の父で寿司屋「都寿司」の大将。圭司とは馬が合い、二人で「club PARADISE」に行ったことも。
近藤達夫
演 - 二瓶鮫一
飛鳥たちの行きつけのバー「シャコンヌ」のマスター。ワインについての知識が豊富である。
明菜
演 - 財前直見※1人2役
飛鳥が海外出張中、圭司と勝男の二人でクラブに行った際出会ったホステス（後にクラブに行っていたことはばれてしまうが）。財前が主演していたドラマ『お水の花道』の明菜という設定で、飛鳥とそっくり。第9作では同名の猫も出てくる。

### ゲスト
第1作「フランス〜東京〜九州2万キロ・世にもオシャレな殺人紀行」（1997年）
和泉涼子
演 - 一路真輝
レストラン「サンタムール」のソムリエ。飛鳥は彼女に憧れてソムリエとなった。
山之内久雄
演 - 石黒賢
医師。
山之内信子
演 - 筒井真理子
久雄の妻。
小林
演 - 左右田一平
所轄刑事。
- 冨家規政（友情出演）

第2作「イタリア〜高知1万キロ・華麗なるファッション界の殺人トリック」（1998年）
松井睦子
演 - 江波杏子
世界的ブランド「MUTSUKO」のデザイナー。
黒川政夫
演 - 白井晃
「MUTSUKO」専務取締役。
木島久志
演 - 石原良純
プロゴルファー。
江本エリカ
演 - 風戸まどか
モデル。

第3作「東京〜ドイツ1万キロ・ロマンチック街道殺人事件」（1999年）
真鍋博人
演 - 風間トオル
歯科医。由紀子が機内で一目惚れした相手であり飛鳥のお見合い相手でもある。
日向理恵子
演 - 黒谷友香
新進ヴァイオリニスト。瑠璃のニューヨークでの中学時代の同級生で、機内で瑠璃と再会する。
笠原恵津子
演 - 黒谷友香
理恵子の双子の姉。
溝口正樹
演 - 近藤芳正
歯科医。
清水弘枝
演 - 内海桂子
飛鳥の近所に住む三味線の師匠。

第4作「東京〜ダラス1万キロ・ラストフライトに花束を」（2000年）
宮島ひとみ
演 - 有森也実
飛鳥たちの同僚の客室乗務員。パイロットだった父を亡くしている。飛鳥とは同期入社で大親友。寿退社が決まっている。
岸本秀一
演 - 杉本哲太
「互洋物産」ダラス支社の課長。ひとみの婚約者。
福田幸雄
演 - 田口浩正
岸本の部下。
※この回では、JALとダラス線においてコードシェア便（共同運航便）を行っているアメリカン航空（AA）がダラスにて運営している航空博物館「C.R.Smith Museum」がロケ地として使われている。ゆえに劇中ではアメリカン航空も紹介されている。

第5作「東京〜ホノルル〜ハワイ島・楽園の花は甘く危険な香り」（2001年）
内藤光太郎
演 - 沢村一樹
ハワイ在住のカメラマン。飛鳥の元恋人。
谷川啓子
演 - 余貴美子
ハワイ在住の洋画家。夫を自殺で喪ったという哀しい過去がある。
今井香織
演 - 板谷由夏
新人女優。
小山雅俊
演 - 羽場裕一
元教師。性的暴行事件で有罪判決を受けたのち自殺した。
栗尾美也子
演 - 深浦加奈子
弁護士。ワイン好き。
- 井田州彦・立川政市

第6作「ウィスラー〜沖縄〜ヴァンクーヴァー・愛と殺意の白い恋人たち」（2002年）
黒田憲比古
演 - 西岡徳馬
建築家。仕事で訪れたカナダで妻が行方不明になってしまう。
黒田藍子
演 - 金久美子
憲比古の妻。
赤星亮太郎
演 - デビット伊東
人気タレント。
桃井真一
演 - 山崎邦正
黒田の助手。
麻弥
演 - 原沙知絵
クラブ「パラダイス」のホステス。
加藤
演 - 伊藤俊人
クラブ「パラダイス」のチーフ。

第7作「ヴェトナム〜洞爺湖5千キロ・愛と殺意の光と影」（2003年）
黒澤杏子
演 - 石田ゆり子
インテリアコーディネーター。白金台に住むセレブ。小学生時代に都寿司の近所に住んでいた。
黒澤亮一
演 - 宇梶剛士
杏子の夫でレストラン「黒沢ダイニング」のオーナーシェフ。
矢島竜也
演 - 美木良介
貿易会社「矢島コーポレーション」社長。機内で由紀子が男性客（中丸新将）にセクハラをされている所を助け、由紀子から好意を抱かれる。
関根哲郎
演 - 清水章吾
杏子の父。「黒沢ダイニング」の相談役。
- その他に、志田未来・大後寿々花

第8作「ドバイ〜東京8千キロ・列島縦断グルメツアー殺人事件」（2004年）
石田佐和子
演 - 戸田菜穂
JASの客室乗務員。日本酒と野菜のソムリエの資格をもつ。「小食シスターズ」の1人。
山崎良美
演 - 上原美佐
佐和子の後輩客室乗務員。「小食シスターズ」の1人。出身は西宮市。
加藤久男
演 - 田山涼成
辛口グルメ評論家。テレビ番組の企画で飛鳥たちのグルメツアーに同行する。
高野和雄
演 - 佐々木蔵之介
健太の父。新聞記者。妻を亡くし1人で健太を育てている。
高野健太　
演 - 富岡涼
飛鳥たちが乗務する便に1人で乗っていた少年。
藤井晃三
演 - 山谷初男
飛鳥たちが訪問した飲食店の店主。
※当回はJALとJASの経営が統合された直後の放送となったため、JASの乗務員と機材が登場した回であった（事件のトリックの解明の鍵も、JALとJASの規則の違いであった）。その後JASは日本航空ジャパンに社名変更したため、JASクルーが登場したのはこの回のみである。また、JALはドバイ発着便を自社便で運航していない関係でコードシェア便を行っているアラブ首長国連邦（UAE）のエミレーツ航空（Emirates）がドバイロケにて使われた。そのため、劇中でもエミレーツ航空も紹介されている。

第9作「魅惑の南オーストラリア・豪華寝台特急殺人事件」（2005年）
美里秀樹
演 - 東幹久
警察庁勤務のエリート警察官僚。機内で会った数日後、由紀子と見合いをする。
下山浩次
演 - 小日向文世
秀樹の叔父。獣医師で下山ペットクリニック（動物病院）院長。
下山淑子
演 - 髙田万由子
浩次の妻。フィニッシングスクールを経営している。趣味は乗馬。

第10作／FINAL「東京〜ロンドン1万キロ・ラストフライト殺人事件」（2006年）
南雲慧介
演 - 陣内孝則
人気推理作家。機内で声を掛けられ、飛鳥たちは彼の英国への取材旅行に同行することに。瑠璃は彼の大ファン。
森山信子
演 - 松本留美
ガーデナー。飛鳥の母の元同僚で親友であった。機内で飛鳥と再会する。
軽部孝也
演 - 大杉漣
テレビ局・JBCのドラマプロデューサー。南雲の英国取材旅行に同行した。
丸井義和
演 - 石塚英彦
JALの航空整備士で、妻となった由紀子が惚れ込んだほどの大食漢である。

## スタッフ
- 脚本 - 伴一彦（第1作 - 第10作）、田中一彦（第6作）
- 演出 - 本間欧彦（第1作 - 第4作、第6作 - 第10作）、高橋正秀（第5作）
- テーマ曲 - 「Around The World（映画『八十日間世界一周』テーマ曲）」
- 挿入曲 - 「マリズィナ」、クレモンティーヌ（アルバム「イル・エ・エル〜彼らと彼女〜」より）
- 脚本協力 - 阿相クミコ・西村康昭（第7作）、田中孝治（第8作、第9作）
- 寿司指導 - 鳥越 都寿司
- 海外ロケコーディネート - エクセルマン・プロダクションズ（1996年：フランス編）、CPインターナショナル・オーストラリア（第9作）
- プロデュース - 本間欧彦（第1作 - 第10作）、関本広文（第1作、第2作）、小林裕幸（第4作、第5作）
- 製作協力 - 日本航空
- 製作・著作 - フジテレビ、関西テレビ

## 放送日程
| 話数 | 放送日        | サブタイトル                                                | 脚本            | 監督     | 視聴率 |
| ---- | ------------- | ----------------------------------------------------------- | --------------- | -------- | ------ |
| 1    | 1997年1月10日 | フランス〜東京〜九州2万キロ・世にもオシャレな殺人紀行       | 伴一彦          | 本間欧彦 | 23.2%  |
| 2    | 1998年1月09日 | イタリア〜高知1万キロ・華麗なるファッション界の殺人トリック | 伴一彦          | 本間欧彦 | 18.0%  |
| 3    | 1999年1月08日 | 東京〜ドイツ1万キロ・ロマンチック街道殺人事件               | 伴一彦          | 本間欧彦 | 19.6%  |
| 4    | 2000年1月07日 | 東京〜ダラス1万キロ・ラストフライトに花束を                 | 伴一彦          | 本間欧彦 | 18.8%  |
| 5    | 2001年1月05日 | 東京〜ホノルル〜ハワイ島・楽園の花は甘く危険な香り          | 伴一彦          | 高橋正秀 | 19.9%  |
| 6    | 2002年1月11日 | ウィスラー〜沖縄〜ヴァンクーヴァー・愛と殺意の白い恋人たち  | 伴一彦 田中一彦 | 本間欧彦 | 20.2%  |
| 7    | 2003年1月10日 | ヴェトナム〜洞爺湖5千キロ・愛と殺意の光と影                 | 伴一彦          | 本間欧彦 | 18.2%  |
| 8    | 2004年1月16日 | ドバイ〜東京8千キロ・列島縦断グルメツアー殺人事件           | 伴一彦          | 本間欧彦 | 18.6%  |
| 9    | 2005年1月07日 | 魅惑の南オーストラリア・豪華寝台特急殺人事件                | 伴一彦          | 本間欧彦 | 17.8%  |
| 10   | 2006年1月13日 | 東京〜ロンドン1万キロ・ラストフライト殺人事件               | 伴一彦          | 本間欧彦 | 15.2%  |

- 視聴率はビデオリサーチ調べ、関東地区・世帯

## エピソード、こぼれ話
- 作品のオープニングにてJAL機が飛行するシーンのBGMは、JAL提供の人気長寿ラジオ番組「JET STREAM」のオープニングで使われていた「フランク・プゥルセル・グランド・オーケストラの『ミスター・ロンリー』であり、かつ当番組の初代パーソナリティを務めた城達也によるナレーション（遠い地平線が消えて…）も併せて使われていた。
- 第6作目にて飛鳥・由紀子・瑠璃の3人が大沢部長に呼ばれるシーンで、部長室の壁には当時JALのイメージキャラクターを務めていた瑠璃役の木村佳乃が出演していたポスターが掲示してあり、それに気づいた飛鳥と由紀子が瑠璃とポスター内の木村があまりにも似ていたため「本人か！？」とお互い確認しあっていた。
- 第8作でJASの客室乗務員を演じた上原美佐は、2年後となる2006年に同局にて放映された連続ドラマ「アテンションプリーズ」に、JALの客室乗務員訓練生（2007・2008年のSPは客室乗務員）役として出演している。
- 第9作にて、このときは美里秀樹と由紀子が機内で出会って後に見合い話をして話が発展するのだが、話が一件落着し、ほぼラストシーンとなった際、再び由紀子は機内で出会いが生まれるシーンがある。その際、由紀子は「代議士」と出会うというストーリーなのだが、その代議士の名刺には「後藤 正純」と書いてあった。当時、由紀子役の水野真紀は自民党衆議院議員の後藤田正純（現・徳島県知事（公選第21代））と婚約したときであったため、ユーモアを含めたそのシーンを入れたらしいが、後藤田正純事務所側はあまりいい顔をしなかったとされている。このためか地上波の再放送時には名刺のアップ部分がカットされていたが、CSでの放映時にはそのままであった。
- 第10作で軽部が在籍しているテレビ局がJBCテレビとなっているが、これは2003年に同局で放送された連続ドラマ「美女か野獣」で主人公たちが勤務していたテレビ局と同じ名前である。
- 佐藤瑠璃を演じた木村佳乃の話によると、本作の撮影の前には必ず日本航空による乗務員研修と訓練を受けていたとのこと。